# Serralada nord-americana
La Serralada nord-americana (en anglès: North American Cordillera) és la part situada a Amèrica del Nord de l'Serralada americana la qual és una cadena de muntanyes (cordillera) que s'estén amunt i avall de la part oest d'Amèrica. La serralada nord-americana cobreix una extensa zona de serralades de muntanyes, conques intermontanes i altiplans de l'oest d'Amèrica del Nord incloent gran part del territori de les Grans Planes (Great Plains). De vegades s'anomena la Western Cordillera, la Western Cordillera of North America, o la Pacific Cordillera.
Els seus límits precisos són variables segons els criteris geogràfics i del camp científic que els estudiï. És en el camp de la geografia física on més s'ha estudiat aquesta serralada.

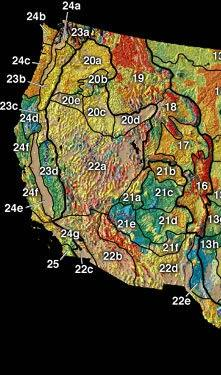
Regions fisiogeogràfiques de l'oest dels Estats Units

Aquesta serralada s'estén des d'Alaska a la frontera sud de Mèxic. La serralada nor-americana inclou alguns dels pics més alts del continent americà. La direcció de les muntanyes generalment discorre de nord a sud a través de tres cinturons principals: les Pacific Coast Ranges a l'oest, el cinturó de Nevada al centre (incloent-hi la Sierra Nevada), i el cinturó Laramide a l'est (incloent-hi les muntanyes Rocoses).